# Magyar labdarúgó-bajnokság (harmadosztály – Keleti csoport)
Az NB III Keleti csoportja a magyar labdarúgó-bajnokság harmadosztályának egyik részligája volt.
2019 őszétől a bajnokságot jelentősen átszervezték, a korábbi hat helyett három területi alapú (kelet, közép, nyugat), 20-20 csapatból álló csoport született, ezek egyike a Keleti csoport. A csoport bajnoka feljut az NB II-be, helyére kiesik a másodosztály utolsó három helyezettje közül az egyik. A csoport 16-20. helyezettjei és ha a legrosszabb 15. helyezett is itt található, az is kiesik a megfelelő területi bajnokságba. A helyükre történő feljutás a 19 megyei bajnok és a Budapest-bajnok között osztályozó mérkőzéseken dől el.
A 2023-24-es szezontól megszűnt.

## Története

### A harmadosztály rendszere
- 1978–1981: a megyei bajnokságok jelentették a harmadosztályt
- 1981–1987: 6×18 csapatos területi bajnokság
- 1987–1988: 6×18 csapatos NB III
- 1988–1997: 6×16 csapatos NB III
- 1997–2000: 2×16 csapatos NB II
- 2000–2001: átmeneti szezon, 12×8 csapatos kvalifikációs bajnokság után 3×12 csapatos NB II
- 2001–2002: 3×13 csapatos NB II
- 2002–2003: 3×12 csapatos NB II
- 2003–2005: 2×18 csapatos NB II
- 2005–2013: 6 csoportos NB III, csoportonként 14-15 csapat
- 2013–2016: 3×16 csapatos (kelet, közép, nyugat) NB III
- 2016–2017: 3×17 csapatos (kelet, közép, nyugat) NB III
- 2017– 3×16 csapatos (kelet, közép, nyugat) NB III